# Dyreby Station
Dyreby Station er en dansk jernbanestation i Dyreby i Vestjylland. Stationen blev åbnet som et trinbræt i 1945 med venteskur, og fik en betonperron i 1988. 
Stationen var den mindst benyttede i Danmark i 2022 med et påstigningstal på blot 242, hvilket svarer til, at der i gennemsnit går 35 afgange mellem, at én passager stiger på.